# Хамрин, Курт
Курт Роланд Хамрин (швед. Kurt Roland Hamrin; 19 ноября 1934, Стокгольм — 4 февраля 2024, Флоренция) — шведский футболист, нападающий. Почти вся его футбольная карьера прошла в Италии в клубах Серии А, где он стал настоящей легендой. Отличался прекрасной техникой, поставленным ударом, широким виденьем поля и высоким командным духом, благодаря чему быстро адаптировался в любом коллективе. Входит в десятку лучших бомбардиров Серии А в истории. Вице-чемпион мира 1958 года в составе сборной Швеции.

## Клубная карьера
Начал играть в футбол в юношеских командах «Хувудста» и «Росунда», а в 1952 году начал карьеру профессионального игрока в шведском столичном клубе АИК. Хамрин — не единственный из скандинавских спортсменов, которые летом играют в футбол, а зимой — в хоккей, но один из немногих, кому довелось сыграть в национальной сборной по обоим видам спорта. Хамрин дважды выходил на поле в составе сборной Швеции по хоккею, а в 1952 году в составе хоккейной команды АИКа стал победителем второй хоккейной лиги и вышел в первую. Впрочем, после этого Хамрин решил сосредоточиться на футболе и профессионально в хоккей больше не играл.
В 1956 году пошёл по стопам своих знаменитых соотечественников Гуннара Грена, Гуннара Нордаля и Нильса Лидхольма и начал играть в итальянском чемпионате, подписав контракт с «Ювентусом». С этого момента вся его клубная карьера проходила в клубах итальянской Серии А. Хамрину удалось прекрасно приспособиться к средиземноморскому климату; даже по окончании футбольной карьеры он остался жить во Флоренции. В Италии за свою скорость и ловкость при его небольшом росте (170 см) получил прозвище «Уччеллино» (uccellino с итал. — «птичка»).
В 1957 году перешёл в «Падову», за которую также сыграл лишь один сезон, а в следующем году перешёл в «Фиорентину». В этом клубе Хамрин задержался почти на десятилетие; именно там он в полной мере раскрыл свой футбольный талант и приобрёл славу и популярность среди итальянских тиффози. Хамрин сыграл за «Фиорентину» 289 матчей Серии А, забив 150 мячей. Его рекорд по количеству мячей, забитых за «Фиорентину», держался на протяжении тридцати лет, пока не был превзойден Габриэлем Батистутой в 2000 году. В составе «Фиорентины» Хамрин дважды (в 1961 и 1966 годах) выигрывал Кубок Италии, а также в 1961 — Кубок обладателей кубков. 2 февраля 1964 года в матче с «Аталантой», который «Фиорентина» выиграла со счётом 7:1, Хамрин забил пять мячей, установив рекорд Серии А по количеству голов, забитых одним игроком в гостевом матче.
В 1967 году перешёл в «Милан», в составе которого в 1968 году впервые стал чемпионом Италии. В том же сезоне «Милан» выиграл Кубок обладателей кубков; в финале розыгрыша против немецкого «Гамбурга» Хамрин забил оба победных гола. В следующем сезоне в составе «Милана» он выиграл Кубок чемпионов.
После двух сезонов в составе «Милана» перешёл в «Наполи», за который сыграл ещё три сезона. В 1972 году он на короткое время вернулся в Швецию, где играл за столичный «Стокгольм», но вскоре после этого решил завершить футбольную карьеру.
Всего в Серии А забил 190 голов.

## Карьера в сборной
В национальную сборную Швеции впервые был вызван в 1953 году, почти сразу после начала профессиональной карьеры в шведском АИКе. Через несколько лет уже считался одним из лучших игроков сборной.
В составе сборной Швеции принимал участие в чемпионате мира 1958 года, на котором Швеция заняла второе место. В четвертьфинальном матче, который шведская команда выиграла у сборной СССР со счётом 2:0, Хамрин забил первый гол в ворота, защищаемые Львом Яшиным. В полуфинальном матче против сборной ФРГ с ним оказался связан один из самых запомнившихся инцидентов чемпионата. Хамрин спровоцировал на нарушение Эриха Юсковяка, что привело к удалению защитника с поля. После удаления «агония» Хамрина немедленно прекратилась, он продолжил игру и затем забил на 88-й минуте третий гол в ворота противника.
В финале чемпионата сборная Швеции уступила со счётом 2:5 сборной Бразилии, в составе которой играл 17-летний Пеле.
Всего с 1953 по 1965 год сыграл за сборную 32 матча, в которых забил 17 мячей.

## Жизнь после футбола
По окончании активной футбольной карьеры Хамрин поселился во Флоренции. Приезжал в Швецию, чтобы посетить один-два матча клуба АИК, в котором началась его футбольная карьера. Во Флоренции регулярно участвовал в праздниках и церемониях, которые устраивал клуб «Фиорентина».
Скончался 4 февраля 2024 года на 90-м году жизни.

## Статистика выступлений

### Клубная
| Выступление      | Выступление      | Выступление      | Лига | Лига | Кубок страны | Кубок страны | Еврокубки | Еврокубки | Прочие | Прочие | Итого | Итого |
| Клуб             | Лига             | Сезон            | Игры | Голы | Игры         | Голы         | Игры      | Голы      | Игры   | Голы   | Игры  | Голы  |
| ---------------- | ---------------- | ---------------- | ---- | ---- | ------------ | ------------ | --------- | --------- | ------ | ------ | ----- | ----- |
| АИК              | Аллсвенскан      | 1952/53          | 6    | 4    | 0            | 0            | —         | —         | —      | —      | 6     | 4     |
| АИК              | Аллсвенскан      | 1953/54          | 22   | 15   | 0            | 0            | —         | —         | —      | —      | 22    | 15    |
| АИК              | Аллсвенскан      | 1954/55          | 22   | 22   | 0            | 0            | —         | —         | —      | —      | 22    | 22    |
| АИК              | Аллсвенскан      | 1955/56          | 12   | 13   | 0            | 0            | —         | —         | —      | —      | 12    | 13    |
| АИК              | Итого            | Итого            | 62   | 54   | 0            | 0            | 0         | 0         | 0      | 0      | 62    | 54    |
| Ювентус          | Серия А          | 1956/57          | 23   | 8    | 0            | 0            | —         | —         | —      | —      | 23    | 8     |
| Ювентус          | Итого            | Итого            | 23   | 8    | 0            | 0            | 0         | 0         | 0      | 0      | 23    | 8     |
| Падова           | Серия А          | 1957/58          | 30   | 20   | 2            | 0            | —         | —         | —      | —      | 32    | 20    |
| Падова           | Итого            | Итого            | 30   | 20   | 2            | 0            | 0         | 0         | 0      | 0      | 32    | 20    |
| Фиорентина       | Серия А          | 1957/58          | 0    | 0    | 3            | 3            | —         | —         | —      | —      | 3     | 3     |
| Фиорентина       | Серия А          | 1958/59          | 32   | 26   | 2            | 0            | —         | —         | —      | —      | 34    | 26    |
| Фиорентина       | Серия А          | 1959/60          | 34   | 26   | 4            | 2            | —         | —         | —      | —      | 38    | 28    |
| Фиорентина       | Серия А          | 1960/61          | 31   | 14   | 3            | 0            | 6         | 6         | —      | —      | 40    | 20    |
| Фиорентина       | Серия А          | 1961/62          | 32   | 15   | 2            | 1            | 7         | 6         | —      | —      | 41    | 22    |
| Фиорентина       | Серия А          | 1962/63          | 31   | 14   | 1            | 0            | —         | —         | —      | —      | 32    | 14    |
| Фиорентина       | Серия А          | 1963/64          | 33   | 19   | 5            | 4            | 3         | 5         | —      | —      | 41    | 28    |
| Фиорентина       | Серия А          | 1964/65          | 34   | 8    | 1            | 0            | 2         | 1         | —      | —      | 37    | 9     |
| Фиорентина       | Серия А          | 1965/66          | 30   | 12   | 5            | 5            | 4         | 3         | —      | —      | 39    | 20    |
| Фиорентина       | Серия А          | 1966/67          | 32   | 16   | 1            | 0            | 2         | 0         | —      | —      | 35    | 16    |
| Фиорентина       | Итого            | Итого            | 289  | 150  | 27           | 15           | 24        | 21        | 0      | 0      | 340   | 186   |
| Милан            | Серия А          | 1967/68          | 23   | 8    | 8            | 2            | 8         | 4         | —      | —      | 39    | 14    |
| Милан            | Серия А          | 1968/69          | 13   | 1    | 3            | 1            | 6         | 1         | —      | —      | 22    | 3     |
| Милан            | Итого            | Итого            | 36   | 9    | 11           | 3            | 14        | 5         | 0      | 0      | 61    | 17    |
| Наполи           | Серия А          | 1969/70          | 5    | 1    | 0            | 0            | 1         | 0         | —      | —      | 6     | 1     |
| Наполи           | Серия А          | 1970/71          | 17   | 2    | 6            | 0            | —         | —         | —      | —      | 23    | 2     |
| Наполи           | Итого            | Итого            | 22   | 3    | 6            | 0            | 1         | 0         | 0      | 0      | 29    | 3     |
| ИФК Стокгольм    | Дивизион 3       | 1972             | 10   | 5    | 0            | 0            | —         | —         | —      | —      | 10    | 5     |
| ИФК Стокгольм    | Итого            | Итого            | 10   | 5    | 0            | 0            | 0         | 0         | 0      | 0      | 10    | 5     |
| Всего за карьеру | Всего за карьеру | Всего за карьеру | 472  | 249  | 46           | 18           | 39        | 26        | 0      | 0      | 557   | 293   |

## Достижения
В сборной
- Финалист чемпионата мира по футболу 1958 года

В клубе
- Чемпион Италии: 1968 («Милан»).
- Обладатель Кубка Италии (2): 1961, 1966 («Фиорентина»).
- Обладатель Кубка европейских чемпионов: 1969 («Милан»).
- Обладатель Кубка обладателей кубков (2): 1961 («Фиорентина»), 1968 («Милан»).
- Обладатель Кубка Митропы: 1966 («Фиорентина»).

Рекорды
- Девятое место в списке лучших бомбардиров итальянской Серии A за всё время.
- Второе место в списке лучших бомбардиров «Фиорентины» за всё время
- Рекордсмен Серии A по числу мячей в одном гостевом матче: 5 («Аталанта» — «Фиорентина» — 1:7, 2 февраля 1964 года)